# 巨淀湖
巨淀湖，古称巨淀或巨淀泽，曾是历史上著名的淡水湖泊，历史悠久。其距城三十五华里，隶属双王城生态经济发展中心。
其曾经位于山东寿光市西北部、广饶县东部，坐落于潍坊、东营两地级市交界处。最初巨澱湖面積大愈5萬畝，南北長約10公里，東西寬約7.5公里，蓄水面積達25平方公里。但後來因良田改造等原因有較大縮減。如今，巨淀湖湖区面积已缩小至1.2万亩，水深0.3米至1.5米不等。其剩余湖面主要位于寿光境内，是潍坊最大的天然湿地，寿光市唯一的天然湖泊，也是寿光自然面貌保持最原始的地方。巨淀湖历史上也写作钜定湖、距淀湖，原称青丘泺，又称作清水泊。